# Hericium clathroides
Hericium clathroides är en svampart som först beskrevs av Peter Simon Pallas, och fick sitt nu gällande namn av Christiaan Hendrik Persoon 1797. Hericium clathroides ingår i släktet koralltaggsvampar och familjen Hericiaceae.   Inga underarter finns listade i Catalogue of Life.

## Källor

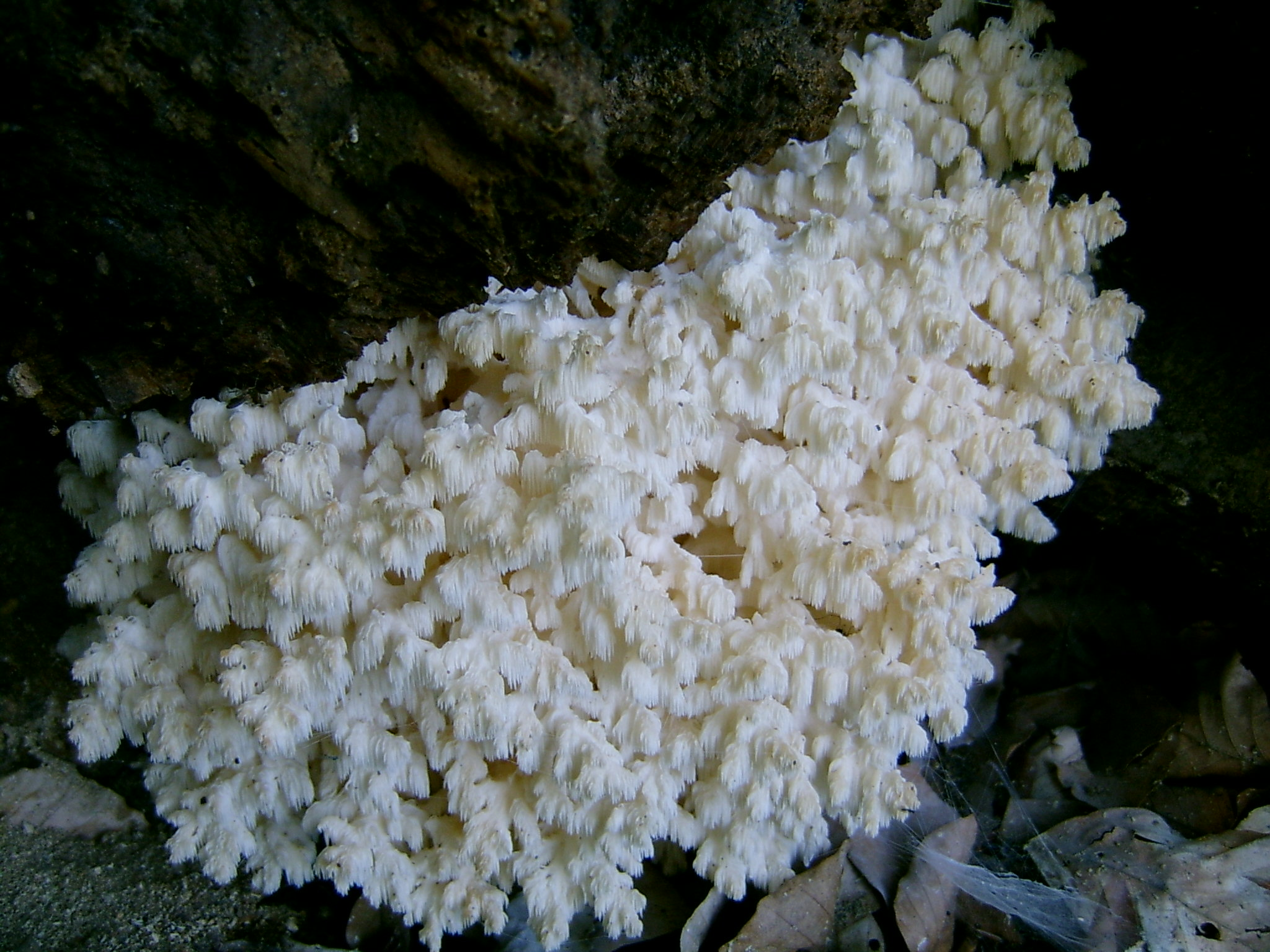